# Agaricia humilis
Ne doit pas être confondu avec agaricus humilis.
Espèce
Statut de conservation UICN

 LC  : Préoccupation mineure
Statut CITES
Agaricia humilis est une espèce de coraux appartenant à la famille des Agariciidae.